# Nkiru Sylvanus
Nkiru Sylvanus (nacida el 21 de abril de 1982) es una actriz y política nigeriana. Durante su carrera como actriz, apareció en más de setenta películas y ganó los premios a la Mejor Actriz del Año en los Africa Magic Viewers Choice Awards y Mejor Actriz Protagónica en los Premios de la Academia del Cine Africano.

## Biografía
Sylvanus nació en Osisioma, Aba, una ciudad ubicada en el  estado de Abia. Asistió a la escuela primaria y secundaria de Ohabiam, donde obtuvo su primer certificado de finalización de estudios y el certificado de estudios superiores de África Occidental. También asistió a la Universidad Estatal de Ciencia y Tecnología de Enugu, donde se graduó con una licenciatura en comunicación de masas.

## Carrera de actuación
Descrita por el periódico The Punch como una veterana, Sylvanus comenzó su carrera como actriz a la edad de 17 años, en 1999 y ha participado en más de 70 películas de Nollywood.
Ha aparecido dos veces (2017 y 2018) en la publicación de The Guardian sobre Celebrities Who Made Headlines.

## Carrera política
En 2011, fue incluida en el gabinete del exgobernador del estado de Imo, Rochas Okorocha, como su Asistente Especial en Asuntos del Estado de Lagos y luego se convirtió en Asesora Especial en Asuntos Públicos.

## Filmografía seleccionada
- Final Tussle (2008)
- Life Bullets (2007)
- Fine Things (2007)
- No More Love (2007)
- Secret Pain (2007)
- She Is My Sister (2007)
- The Last Supper (2007)
- Treasures Of Fortune (2007)
- Alice My First Lady (2006)
- Buried Emotion (2006)
- Divided Attention (2006)
- Pastor’s Blood (2006)
- Serious Issue (2006)
- Sweetest Goodbye (2006)
- What A Mother (2005)
- Dangerous Mind (2004)
- Hope Of Glory (2004)
- King Of The Jungle (2004)
- My Blood (2004)
- Queen (2004)
- The Staff Of Odo (2004)
- Unconditional Love (2003)
- Egg Of Life (2003)
- Green Snake (2003)
- Six Problems (2003)
- Holy Violence (2003)
- Last Weekend (2003)
- Onunaeyi: Seeds Of Bondage (2003)
- The Only Hope (2003)
- A Cry For Help (2002)
- Love In Bondage (2002)
- Miracle (2002)
- Pretender (2002)
- Unknown Mission (2002)
- Never Come Back (2002)
- Terrible Sin (2001)